# Hoofdklasse (mannenhandbal) 1965/66
De Hoofdklasse was de hoogste afdeling van het Nederlandse handbal bij de heren op landelijk niveau. In het seizoen 1965/1966 werd Sittardia landskampioen.
Vanaf dit seizoen zijn de hoofdklasse A en B samengevoegd tot één competitie.

## Teams
| Ploeg           | Plaats    | Provincie     |
| --------------- | --------- | ------------- |
| ESCA            | Arnhem    | Gelderland    |
| Stratum-Meteoor | Eindhoven | Noord-Brabant |
| Niloc           | Amsterdam | Noord-Holland |
| Olympia Hengelo | Hengelo   | Overijssel    |
| Operatie '55    | Den Haag  | Zuid-Holland  |
| Sittardia       | Sittard   | Limburg       |

## Stand
| Pos | Club            | Wed | Ptn | Opmerking                          |
| --- | --------------- | --- | --- | ---------------------------------- |
| 1   | Sittardia       | 10  | 16  | Landskampioen                      |
| 2   | Niloc           | 10  | 15  |                                    |
| 3   | ESCA            | 10  | 10  |                                    |
| 4   | Olympia Hengelo | 10  | 10  |                                    |
| 5   | Operatie '55    | 10  | 9   |                                    |
| 6   | Stratum-Meteoor | 10  | 0   | Degradatie naar de Overgangsklasse |

|                    |
| Sittardia 1e titel |